# Harrell
Harrell es una ciudad en el condado de Calhoun, Arkansas, Estados Unidos. Para el censo de 2000 la población era de 293 habitantes. Es parte del área metropolitana de Camden.

## Geografía
Harrell se localiza a 33°30′38″N 92°24′0″O / 33.51056, -92.40000. De acuerdo a la Oficina del Censo de los Estados Unidos, la ciudad tiene un área total de 1,6 km², de los cuales el 100% es tierra.

## Demografía
Para el censo de 2000, había 293 personas, 120 hogares y 81 familias en la ciudad. La densidad de población era 183,1 hab/km². Había 139 viviendas para una densidad promedio de 86,6 por kilómetro cuadrado. De la población 43,00% eran blancos, 56,31% afroamericanos y 0,68% de dos o más razas.
Se contaron 120 hogares, de los cuales 32,5% tenían niños menores de 18 años, 43,3% eran parejas casadas viviendo juntos, 20,8% tenían una mujer como cabeza del hogar sin marido presente y 32,5% eran hogares no familiares. 28,3% de los hogares eran un solo miembro y 13,3% tenían alguien mayor de 65 años viviendo solo. La cantidad de miembros promedio por hogar era de 2,44 y el tamaño promedio de familia era de 2,94.
En la ciudad la población está distribuida en 28,3% menores de 18 años, 9,2% entre 18 y 24, 27,3% entre 25 y 44, 19,8% entre 45 y 64 y 15,4% tenían 65 o más años. La edad media fue 34 años. Por cada 100 mujeres había 83,1 varones. Por cada 100 mujeres mayores de 18 años había 75,0 varones.
El ingreso medio para un hogar en la ciudad fue de $21.875 y el ingreso medio para una familia $33.333. Los hombres tuvieron un ingreso promedio de $30.500 contra $14.500 de las mujeres. El ingreso per cápita de la ciudad fue de $12.539. Cerca de 15,0% de las familias y 23,5% de la población estaban por debajo de la línea de pobreza, 25,3% de los cuales eran menores de 18 años y 20,0% mayores de 65.